# 汝陽道
汝陽道（じょよう-どう）は中華民国北京政府により設置された河南省の道。

## 沿革
1913年（民国2年）1月、豫南道として設置、観察使は南陽県に置かれ、下部に南陽、南召、鎮平、沘源、泌陽、桐柏、鄧県、内郷、新野、方城、舞陽、葉県、汝南、正陽、上蔡、新蔡、西平、遂平、確山、信陽、羅山、潢川、光山、固始、息県、商城、淅川の27県を管轄した。1914年（民国3年）5月に汝陽道と改名、観察使も道尹と改められた。1927年（民国16年）に廃止されている。

## 行政区画
廃止直前下部の27県を管轄した。（50音順）
- 確山県
- 光山県
- 潢川県
- 固始県
- 上蔡県
- 商城県
- 汝南県
- 新蔡県
- 新野県
- 信陽県
- 遂平県
- 西平県
- 正陽県
- 淅川県
- 息県
- 鎮平県
- 鄧県
- 桐柏県
- 内郷県
- 南召県
- 南陽県
- 沘源県
- 泌陽県
- 舞陽県
- 方城県
- 葉県
- 羅山県